# Prašćevac
Prašćevac is een plaats in de gemeente Farkaševac in de Kroatische provincie Zagreb. De plaats telt 132 inwoners (2001).